# 塔拉哈奇縣 (密西西比州)
塔拉哈奇縣（英語：Tallahatchie County）是美國密西西比州西北部的一個縣。面積1,689平方公里。根据美國2000年人口普查，共有人口14,903人。縣治查爾斯頓 (Charleston) 和薩姆納(Sumner)。
目前的縣成立於1833年12月23日。縣名來自同名的河，是印第安語言「石頭河」的意思。